# Christian Felix Weiße

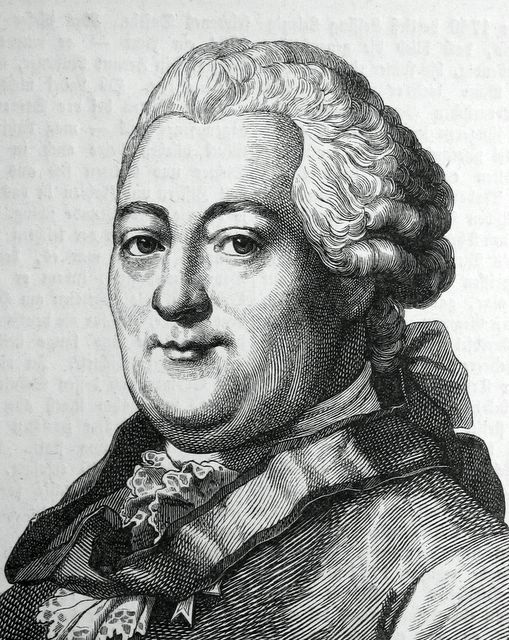
Christian Felix Weiße.

Christian Felix Weiße (Annaberg, 28 januari 1726 — Stötteritz, 16 december 1804) was een Duitse schrijver, dichter en pedagoog. Hij was een belangrijke vertegenwoordiger van de Verlichting en wordt beschouwd als de grondlegger van de Duitse kinderliteratuur.
Hij heeft bovendien de aanzet gegeven tot het begin van de gericht voor kinderen geschreven literatuur in Nederland. Weiße was namelijk (met de Duitse kinderdichter Gottlob Burmann) de belangrijkste inspiratiebron voor de Nederlandse kinderdichter Hieronymus van Alphen, die met zijn Kleine Gedigten voor kinderen (1778) op zijn beurt als de grondlegger van de kinderliteratuur in Nederland wordt gezien.
Bovendien werd Weißes kindertijdschrift Der Kinderfreund (1775 tot 1782) als De Vriend der Kinderen (1779-1783) in het Nederlands vertaald. Daarmee kan de kiem van de Nederlandstalige kinderliteratuur herleid worden tot deze Duitse verlichtings-pedagoog.

## Leven en werk
Christian Felix Weiße was de zoon van Christian Heinrich Weiße (overl. in 1730) en Christiane Elisabeth Kleemann. Hij was de helft van een tweeling (zijn tweelingzus was Johanne Christiane). Zijn vader was hoofd van een Latijnse school en onderwijzer in oosterse en moderne Europese talen. Toen Christian één jaar oud was, verhuisde het gezin naar Altenburg in Thüringen. Hier volgde hij het gymnasium en schreef hij zijn vroegste gedichten.
Later verhuisde het gezin naar Leipzig. Hier studeerde hij filologie en theologie aan de Universiteit van Leipzig (1745-1750). Hij maakte hier kennis met mensen als de dichter Christian Fürchtegott Gellert, schrijver en aanhanger van de Verlichting Gotthold Ephraim Lessing, theaterdirectrice Friederike Caroline Neuber, schrijver Gottlieb Rabener en dichter Ewald Christian von Kleist. Deze mensen waren zowel bewonderaars als critici van zijn werk. Zijn eerste deel van Beytrag zum deutschen Theater verscheen in 1759.
Na zijn studie werd Weiße privéleraar bij graaf Geyersberg, die hij ook uit zijn studietijd kende. In 1759 werd hij door Friedrich Nicolai gevraagd om redacteur te worden van het tijdschrift Bibliothek der schönen Wissenschaften ("Bibliotheek der schone wetenschappen"), dat Nicolai twee jaar daarvoor had opgericht. Weiße bleef hier tot 1788 aan verbonden. In hetzelfde jaar 1759 ging Weiße met zijn leerling Johann Heinrich von Geyersberg naar Parijs. Na zijn terugkeer zegde hij zijn baan als onderwijzer op en werd gezelschapsheer van graaf Schulenburg in diens kasteel in Burgscheidungen.

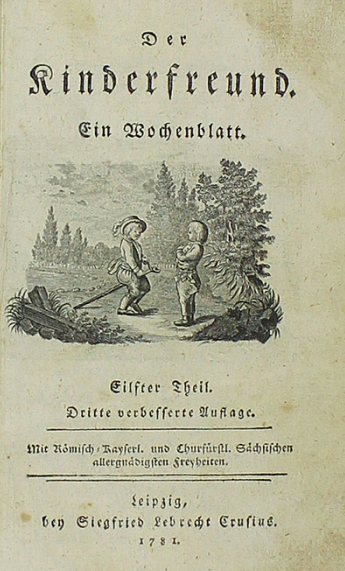
Kindertijdschrift Der Kinderfreund (deel 11, 1781).

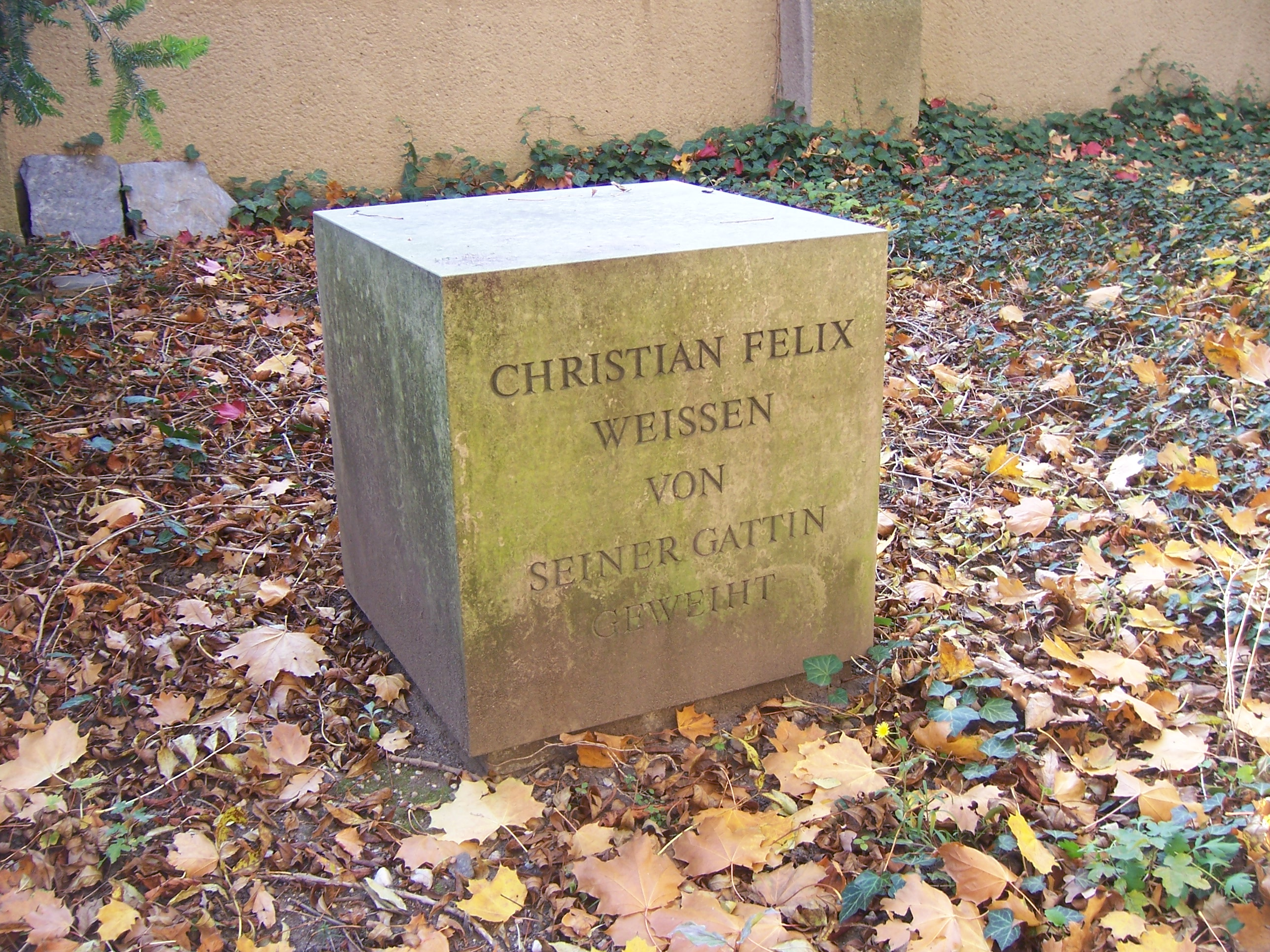
Grafsteen van Christian Felix Weiße op het Alten Johannisfriedhof in Leipzig.

In 1762 werd Christian Weiße belastinginner in Leipzig en in het jaar erna trouwde hij met Christiane Platner, dochter van een befaamde arts en zuster van antropoloog en filosoof Ernst Platner. Zij kregen vijf kinderen: Christiana Henriette, Christian Ernst, Christian August, Carolina Sophia und Juliana Dorothea. In deze periode gaf hij zijn eerste kinderliedboek uit, Kleine Lieder für Kinder (1766), en zijn eerste kinderboek, Neues ABC-Buch (1772).
Kort daarna bracht Weiße een heel nieuw genre in omloop, het tijdschrift Der Kinderfreund ("De kindervriend"), dat hij uitgaf van 1775 tot 1782 (24 afleveringen). Dit wordt beschouwd als het eerste kindertijdschrift in Duitsland en werd enkele jaren later vertaald als De Vriend der Kinderen (1779-1783), het eerste kindertijdschrift in het Nederlands.
In de jaren 1770-1780 verschenen verzamelde werken van zowel zijn blijspelen (3 dln.) als zijn treurspelen (5 dln.). Vier van zijn gedichten werden op muziek gezet door Wolfgang Amadeus Mozart. Hoewel Weiße bekend en geliefd werd om zijn gedichten, toneelstukken en kinderliteratuur, werd hij niet gewaardeerd door de aanhangers van de in die tijd nieuwe beweging Sturm und Drang.
Dankzij de begunstiging van graaf Schulenburg kon hij in 1790 landhuis Stötteritz verwerven (dat momenteel onder Leipzig valt). Hij liet het grondig verbouwen en legde een Engelse tuin aan. Hij ontving hier gasten als Verlichtings-filosoof Christian Garve en schrijvers Christoph Martin Wieland, Moritz August von Thümmel en Jean Paul.
Christian Weiße overleed in 1804 in Stötteritz en werd begraven in het Alter Johannisfriedhof in Leipzig. Kort na zijn overlijden verscheen zijn autobiografie Christian Felix Weißens Selbstbiographie (1806). Zijn echtgenote stierf in 1813. Hun zoon Christian Ernst Weiße werd bekend als historicus en jurist.

## Werken (selectie)
Libretto's
- Die verwandelten Weiber (1766), muziek: Johann Adam Hiller
- Lottchen am Hofe (1767), idem
- Die Jagd (1770), idem
- Der Dorfbarbier (1771), muziek: Christian Gottlob Neefe en Johann Adam Hiller
- Romeo und Julie (vertaling), muziek: Georg Benda

Blijspelen

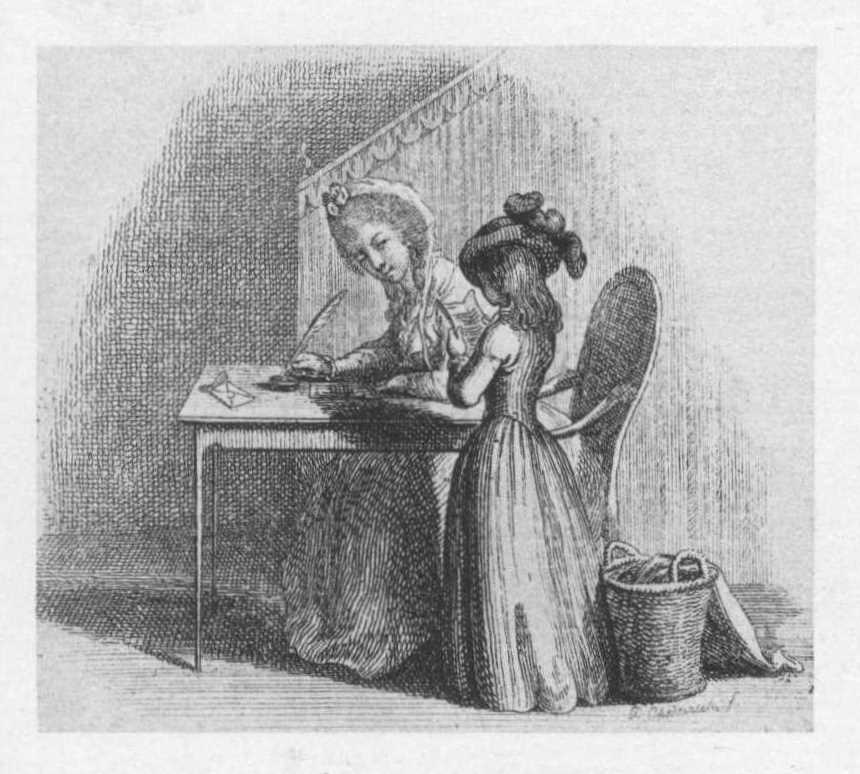
Illustratie bij Briefwechsel der Familie des Kinderfreundes, door Daniel Chodowiecki (1784).

- Die Freundschaft auf der Probe (1768)
- Verzameld werk, 3 dln. (1783)

Treurspelen
- Die Befreyung von Theben (1764)
- Verzameld werk, 5 dln. (1776–1780)

Kinderboeken
- Kleine Lieder für Kinder (1766)
- Neues ABC-Buch (1772)
- Der Kinderfreund, tijdschrift, 24 dln. (1775–1782)
- Briefwechsel der Familie des Kinderfreundes, 12 dln. (1784–1792)
- Achthundert neue noch nie gedruckte Räthsel (1791)

Non-fictie
- Beytrag zum deutschen Theater, 5 dln. (1759–1768)
- Christian Felix Weißens Selbstbiographie, autobiografie (1806)